# Chemnitz
Chemnitz é uma cidade do estado da Saxónia, na Alemanha. Localiza-se no leste do país. A sua população urbana, incluindo a cidade de Zwickau, em 2019 tinha cerca de 246 mil habitantes. Entre 1953 e 1990 designou-se Karl-Marx-Stadt.
Chemnitz é uma cidade independente (Kreisfreie Städte) ou distrito urbano (Stadtkreis), ou seja, possui estatuto de distrito (kreis).
Em 1953 Chemnitz passou a chamar-se Karl-Marx-Stadt (Cidade Karl Marx). Voltou ao nome original em 21 de junho de 1990.

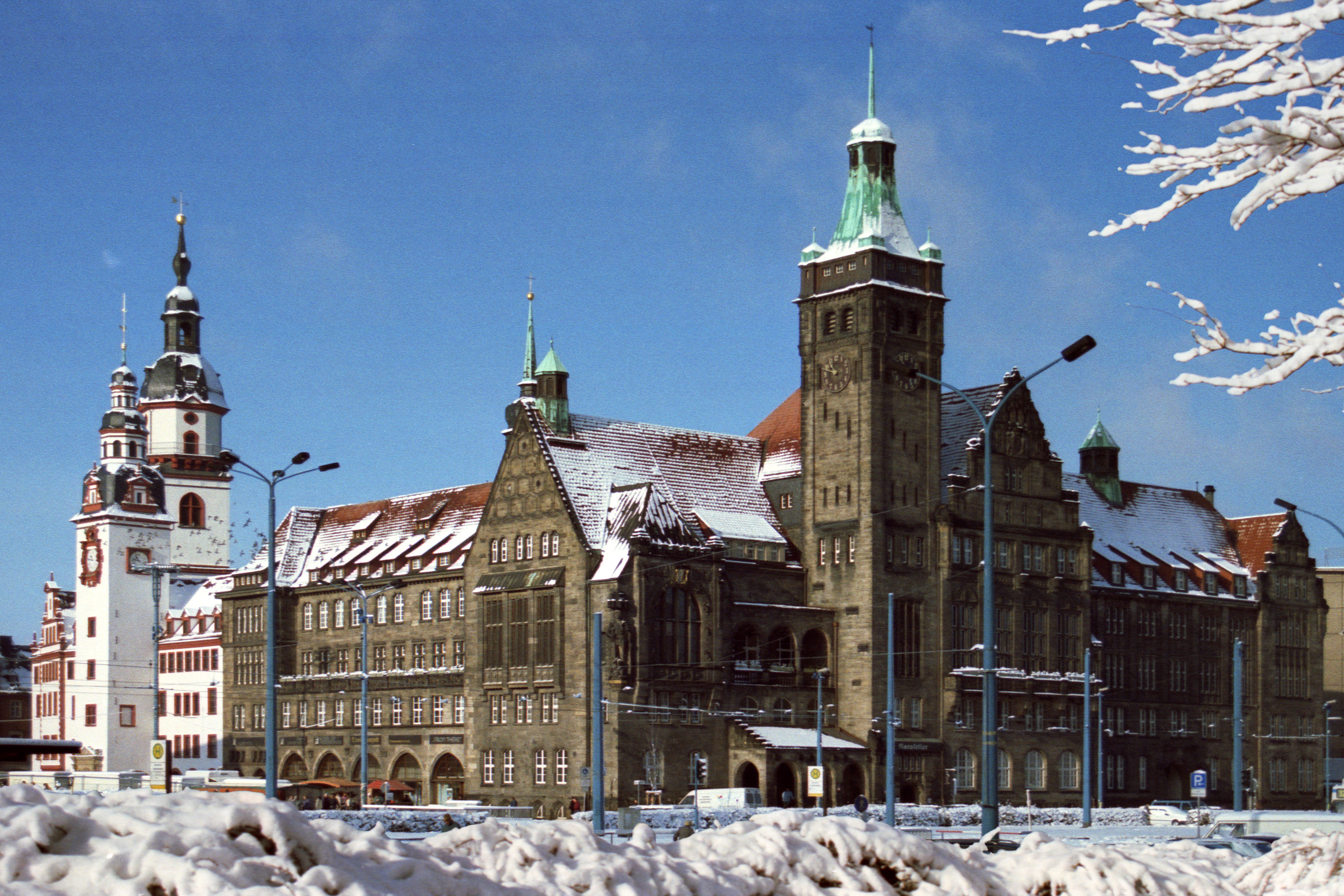
Salão de cidade velho e novo.

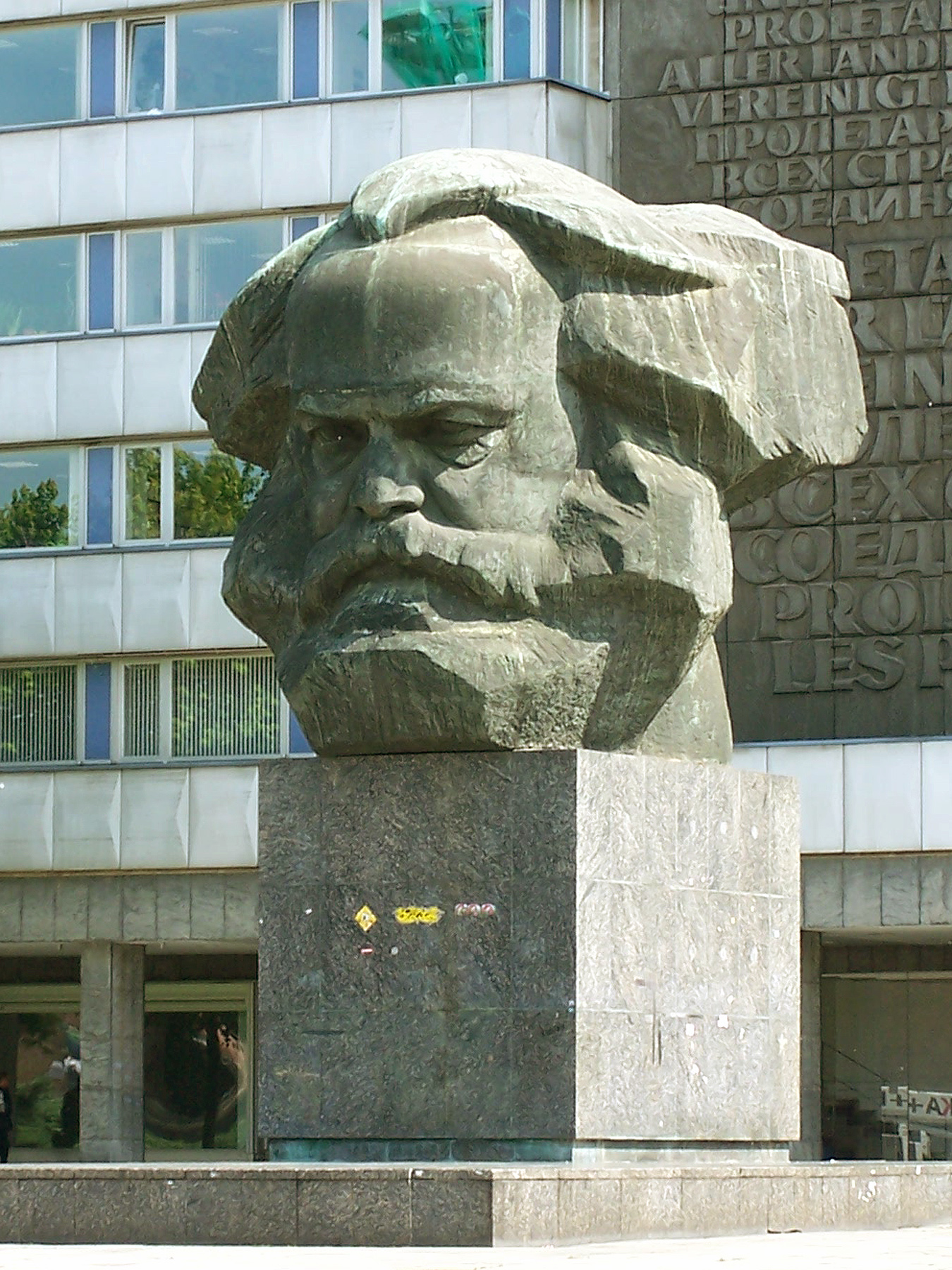
Busto monumental de Karl Marx.

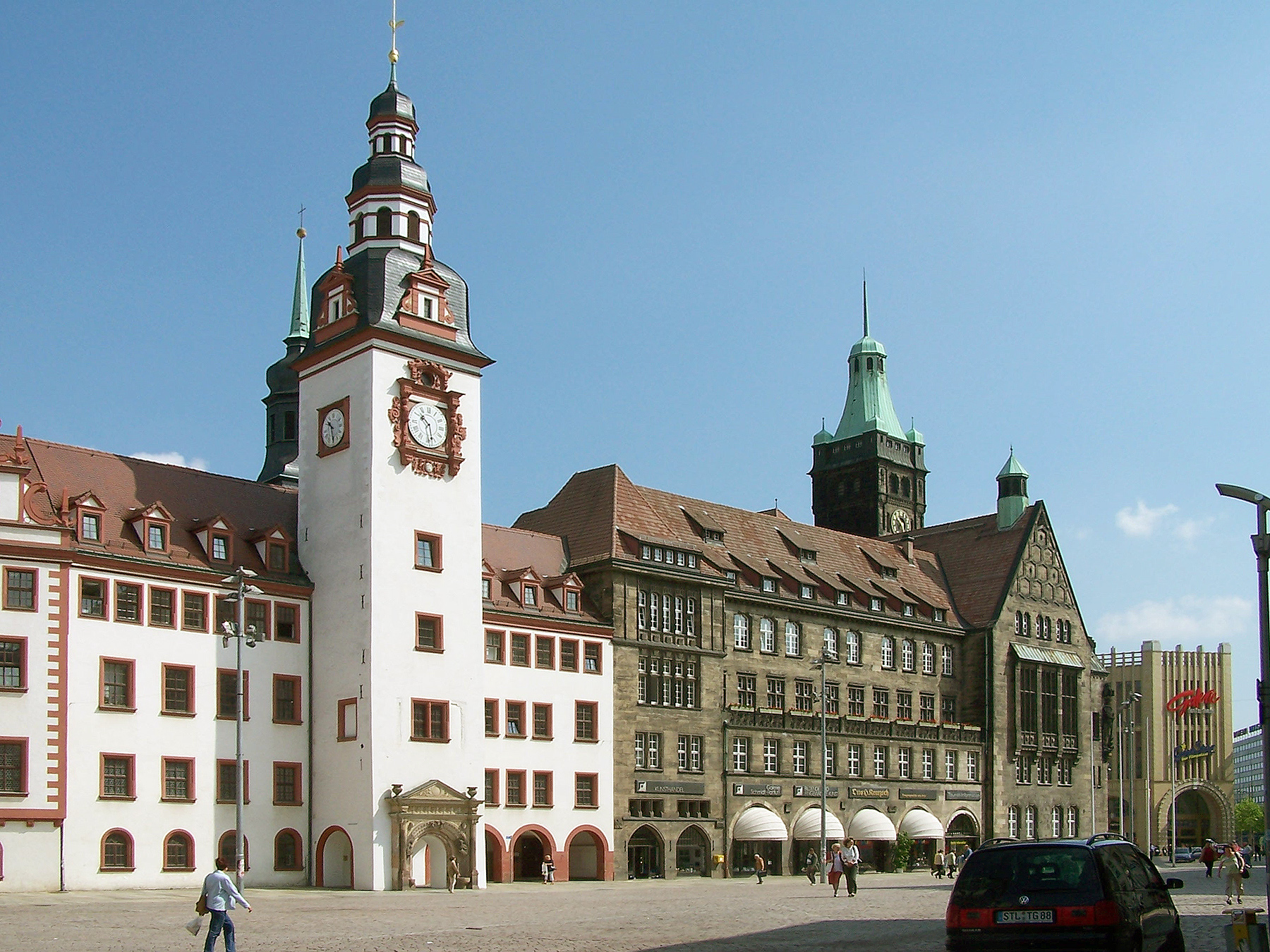
Nova e antiga prefeitura de Chemnitz.